# Высокое (Черняховский район)
Высо́кое (укр. Високе) — село на Украине, основано в 1615 году, находится в Черняховском районе Житомирской области.
Код КОАТУУ — 1825682001. Население по переписи 2001 года составляет 1206 человек. Почтовый индекс — 12341. Телефонный код — 4134. Занимает площадь 0,502 км².
В окрестностях села берёт начало река Мыка.

## Известные уроженцы и жители
- Заглада, Надежда Григорьевна (1894—1977) — Герой Социалистического Труда (1961), заслуженный работник сельского хозяйства УССР. Член Президиума Верховного Совета УССР (1963—1967).

## Адрес местного совета
12341, Житомирская область, Черняховский р-н, с. Высокое, ул. Чеська, 46